# عبد الخالق البنا
عبد الخالق البنا (مواليد 4 يوليو 1988) هو مُجدّف مصري، مثّل بلاده في الألعاب الأولمبية الصيفية 2016 و2020.

## المشاركة الأولمبية
| الدورة     | البلد     | الحدث                           | التصفيات | التصفيات | الترضية | الترضية | ربع النهائي | ربع النهائي | نصف النهائي | نصف النهائي | النهائي | النهائي |
| الدورة     | البلد     | الحدث                           | الوقت    | الترتيب  | الوقت   | الترتيب | الوقت       | الترتيب     | الوقت       | الترتيب     | الوقت   | الترتيب |
| ---------- | --------- | ------------------------------- | -------- | -------- | ------- | ------- | ----------- | ----------- | ----------- | ----------- | ------- | ------- |
| ريو 2016   | مصر (EGY) | مجداف مزدوج – فردي [الإنجليزية] |          |          |         |         |             |             |             |             |         |         |
| طوكيو 2020 | مصر (EGY) | مجداف مزدوج – فردي [الإنجليزية] | 7:03.44  | 3 ر.ن.   | –       | –       | 7:32.86     | 5 ن.ن.د     | 6:58.84     | 2 ن.ج       | 7:00.72 | 14      |

## روابط خارجية
عبد الخالق البنا على موقع الاتحاد الدولي للتجديف (الإنجليزية)
- عبد الخالق البنا على موقع اللجنة الأولمبية الدولية (الإنجليزية)
- عبد الخالق البنا على موقع أوليمبيديا (الإنجليزية)